# Comuna de Stary Targ
Stary Targ (polaco: Gmina Stary Targ) é uma gminy (comuna) na Polónia, na voivodia de Pomerânia e no condado de Sztumski. A sede do condado é a cidade de Stary Targ.
De acordo com os censos de 2004, a comuna tem 6594 habitantes, com uma densidade 46,8 hab/km².

## Área
Estende-se por uma área de 141,04 km², incluindo:
- área agricola: 81%
- área florestal: 9%

## Demografia
Dados de 30 de Junho 2004:
|                      | Total   | Total | Mulheres | Mulheres | Homens  | Homens |
| -------------------- | ------- | ----- | -------- | -------- | ------- | ------ |
|                      | pessoas | %     | pessoas  | %        | pessoas | %      |
| População            | 6594    | 100   | 3275     | 49,7     | 3319    | 50,3   |
| Densidade (pop./km²) | 46,8    | 100   | 23,2     | 23,2     | 23,5    | 23,5   |

De acordo com dados de 2005, o rendimento médio per capita ascendia a 1903,32 zł.

## Comunas vizinhas
- Dzierzgoń, Malbork, Mikołajki Pomorskie, Stare Pole, Sztum